# Playa de las Américas

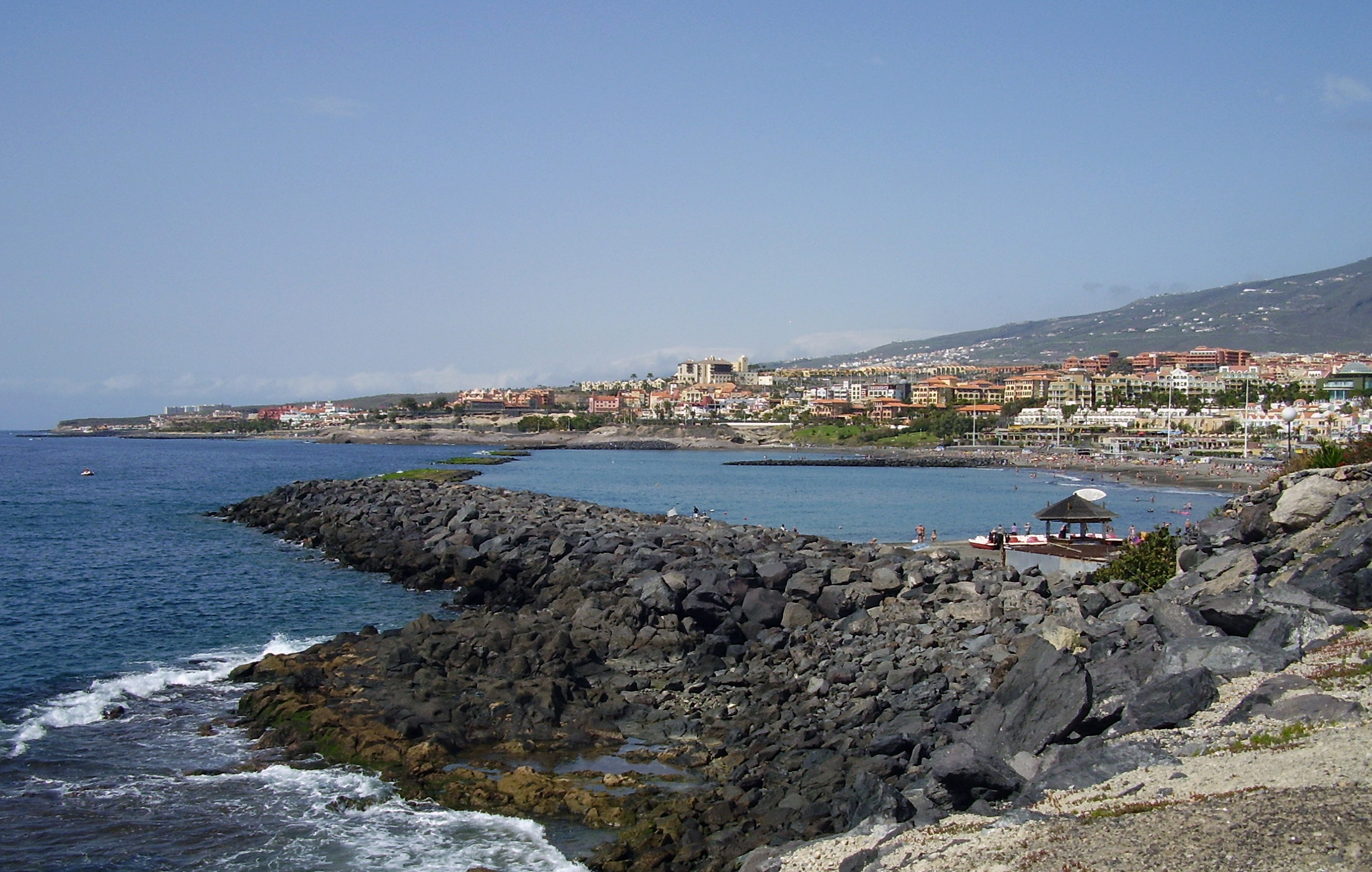
Vista di Playa de las Américas

Playa de las Américas è una località turistica appositamente costruita nella parte meridionale e sud-occidentale del comune di Arona, vicino all'adiacente municipio di Adeje, nella parte occidentale di Tenerife, una delle isole Canarie. 

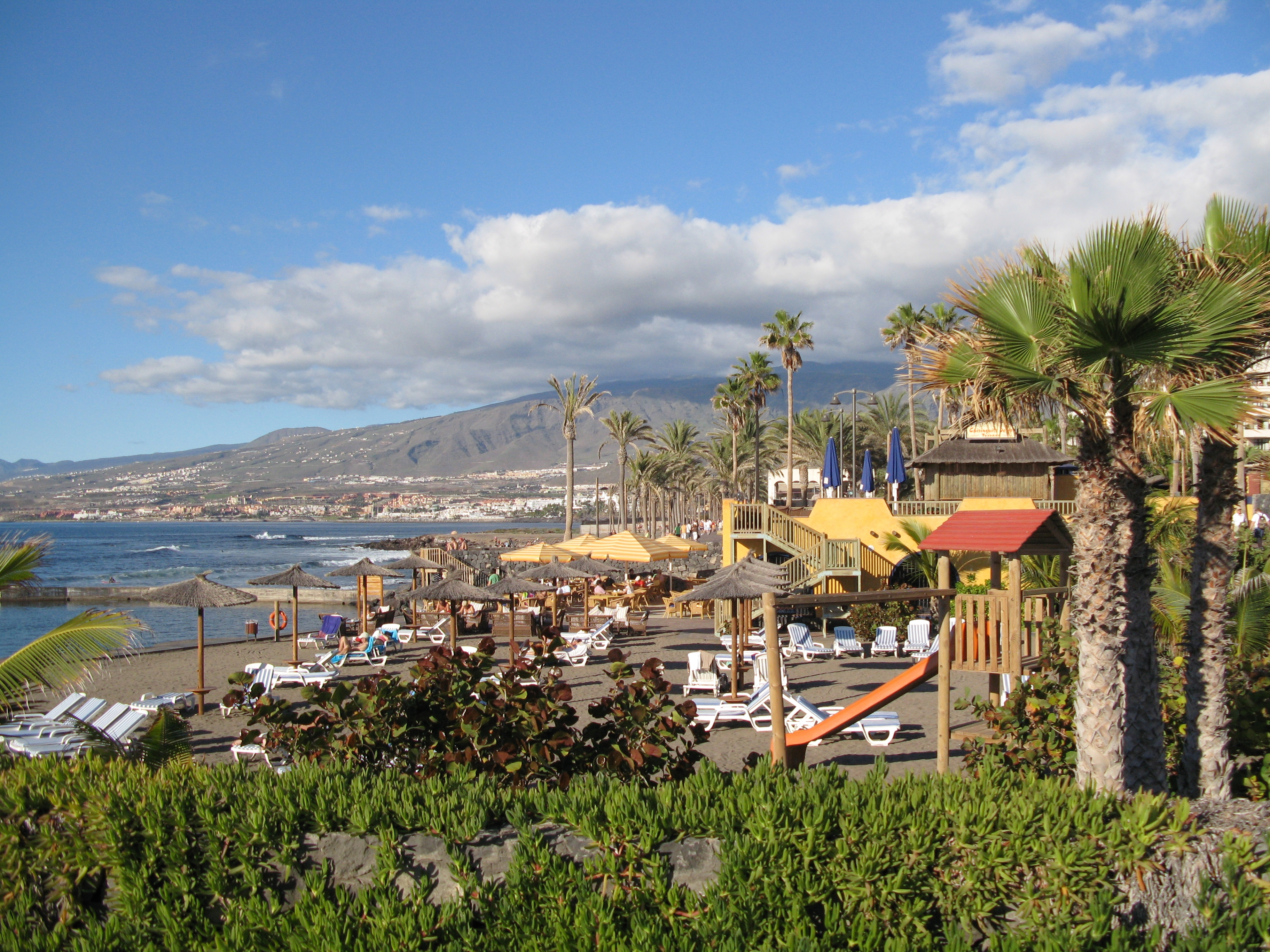

È stata costruita negli anni '60 accanto alla città di Los Cristianos e si estende ad ovest fino alla Costa Adeje. L'area del resort offre bar, discoteche, ristoranti, attrazioni e spiagge, la maggior parte delle quali sono fatte  con sabbia importata dall'Africa e dal Sahara Occidentale a causa del colore assai scuro della sabbia vulcanica autoctona. Playa de las Americas è un centro della vita notturna e della movida di Tenerife. La vita notturna si sviluppa intorno al resort e comprende la striscia di Veronicas, il centro commerciale Starco e il patch.